# Australia en la Copa Mundial de Rugby de 2023
Los Wallabies fue una de las 20 naciones participantes de la Copa Mundial de Rugby de 2023, que se realizó en Francia por segunda vez.

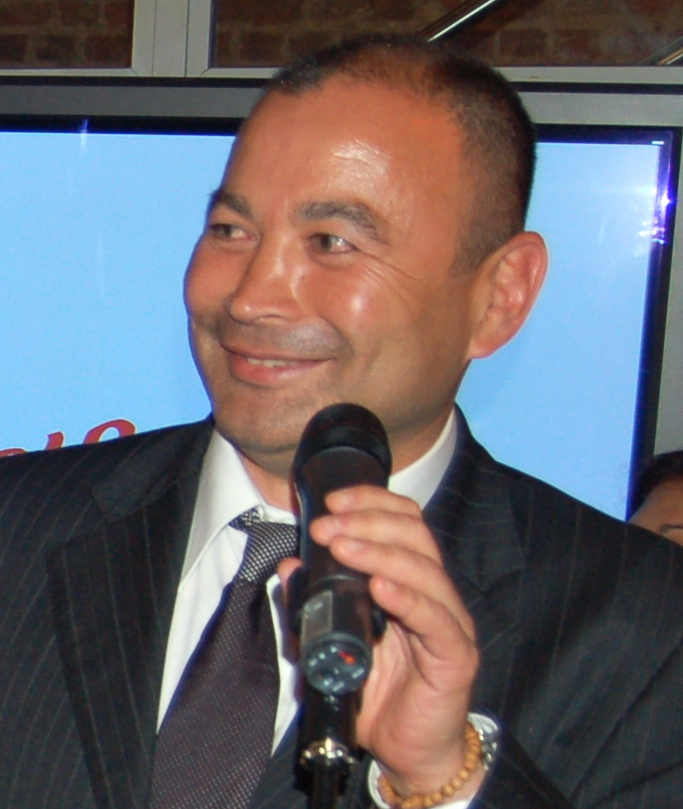
Eddie Jones regresa luego de 20 años.

## Preparación
Tras el desastroso último puesto en The Rugby Championship 2023, Australia perdió contra los All Blacks 20–23 el 4 de agosto por la Copa Bledisloe. Antes de la prueba, Jones había realizado una primera increíble eliminación del plantel.
Los Wallabies solo jugarán un partido de preparación, en Francia el 27 de agosto y contra los favoritos Les Bleus.

## Plantel
Jones (63 años) fue el técnico de los Wallabies en Australia 2003 y anunció la lista definitiva el 10 de agosto. Generó polémica al seleccionar una escuadra de inexpertos, siendo la menor cantidad de pruebas desde el plantel campeón de Inglaterra 1991, jóvenes y excluir a los históricos Quade Cooper y Michael Hooper.
Las pruebas corresponden hasta antes del inicio del mundial y las edades a la fecha de la Final. En negrita los rugbistas titulares.
|                         | Jugador               | Edad    | Posición      | Pruebas | Equipo                   |
| ----------------------- | --------------------- | ------- | ------------- | ------- | ------------------------ |
| Hookers y Pilares       |                       |         |               |         |                          |
|                         | Angus Bell            | 23 años | Pilar         | 23      | New South Wales Waratahs |
|                         | Pone Fa'amausili      | 26 años | Pilar         | 5       | Melbourne Rebels         |
|                         | Matt Faessler         | 24 años | Hooker        | 1       | Queensland Reds          |
|                         | Zane Nonggorr         | 22 años | Pilar         | 2       | Queensland Reds          |
| 2                       | Dave Porecki          | 31 años | Hooker        | 14      | New South Wales Waratahs |
|                         | Blake Schoupp         | 24 años | Pilar         | 0       | Brumbies                 |
| 1                       | James Slipper         | 34 años | Pilar         | 131     | Brumbies                 |
| 3                       | Taniela Tupou         | 27 años | Pilar         | 48      | Melbourne Rebels         |
|                         | Jordan Uelese         | 26 años | Hooker        | 18      | Melbourne Rebels         |
| Segundas líneas         |                       |         |               |         |                          |
|                         | Richie Arnold         | 33 años | Segunda línea | 4       | Stade Toulousain         |
| 4                       | Nick Frost            | 24 años | Segunda línea | 12      | Brumbies                 |
|                         | Matt Philip           | 29 años | Segunda línea | 28      | Yokohama Canon Eagles    |
| 5                       | Will Skelton          | 31 años | Segunda línea | 28      | Stade Rochelais          |
| Alas y Octavos          |                       |         |               |         |                          |
|                         | Langi Gleeson         | 22 años | Ala           | 3       | New South Wales Waratahs |
|                         | Josh Kemeny           | 24 años | Ala           | 0       | Melbourne Rebels         |
| 6                       | Tom Hooper            | 21 años | Ala           | 3       | Brumbies                 |
|                         | Rob Leota             | 26 años | Octavo        | 16      | Melbourne Rebels         |
| 7                       | Fraser McReight       | 24 años | Ala           | 12      | Queensland Reds          |
| 8                       | Rob Valetini          | 25 años | Octavo        | 34      | Brumbies                 |
| Medios scrum            |                       |         |               |         |                          |
|                         | Issak Fines-Leleiwasa | 28 años | Medio scrum   | 0       | Brumbies                 |
|                         | Tate McDermott        | 25 años | Medio scrum   | 25      | Queensland Reds          |
| 9                       | Nic White             | 33 años | Medio scrum   | 63      | Western Force            |
| Aperturas y Centros     |                       |         |               |         |                          |
|                         | Ben Donaldson         | 24 años | Apertura      | 2       | New South Wales Waratahs |
|                         | Lalakai Foketi        | 28 años | Centro        | 5       | New South Wales Waratahs |
| 10                      | Carter Gordon         | 22 años | Apertura      | 4       | Melbourne Rebels         |
| 12                      | Samu Kerevi           | 30 años | Centro        | 45      | Urayasu D-Rocks          |
| 13                      | Jordan Petaia         | 23 años | Centro        | 27      | Queensland Reds          |
|                         | Izaia Perese          | 26 años | Centro        | 5       | New South Wales Waratahs |
| Fullbacks y Wings       |                       |         |               |         |                          |
|                         | Max Jorgensen         | 19 años | Wing          | 0       | New South Wales Waratahs |
| 15                      | Andrew Kellaway       | 28 años | Fullback      | 23      | Melbourne Rebels         |
| 11                      | Marika Koroibete      | 31 años | Wing          | 55      | Saitama Wild Knights     |
|                         | Mark Nawaqanitawase   | 23 años | Fullback      | 6       | New South Wales Waratahs |
| 14                      | Suliasi Vunivalu      | 27 años | Wing          | 2       | Queensland Reds          |
| Entrenador: Eddie Jones |                       |         |               |         |                          |

## Participación
Australia tiene su campamento base en Saint-Étienne. Integra el grupo C junto a Georgia, la físicamente dura Fiyi, la factible Portugal y la potencia de los Dragones rojos.
El partido clave es ante Gales, del entrenador neozelandés Warren Gatland y los seleccionados: Tomas Francis, Adam Beard, el histórico Taulupe Faletau, Gareth Davies, la estrella George North y el veterano Leigh Halfpenny.

### Grupo C
| Posición | Selección | Partidos | Partidos | Partidos  | Partidos | Tries a favor | Tantos  | Tantos    | Tantos     | Puntos extra | Puntos |
| Posición | Selección | jugados  | ganados  | empatados | perdidos | Tries a favor | a favor | en contra | diferencia | Puntos extra | Puntos |
| -------- | --------- | -------- | -------- | --------- | -------- | ------------- | ------- | --------- | ---------- | ------------ | ------ |
| 1.       | Gales     | 4        | 4        | 0         | 0        | 17            | 143     | 59        | +84        | 3            | 19     |
| 2.       | Fiyi      | 4        | 2        | 0         | 2        | 7             | 88      | 83        | +5         | 3            | 11     |
| 3.       | Australia | 4        | 2        | 0         | 2        | 11            | 90      | 91        | -1         | 3            | 11     |
| 4.       | Georgia   | 4        | 0        | 1         | 3        | 14            | 64      | 113       | -49        | 1            | 3      |
| 5.       | Portugal  | 4        | 1        | 1         | 2        | 5             | 64      | 103       | -39        | 0            | 6      |

#### Partidos
| 9 de septiembre de 2023 | Australia | 35 – 15 | Georgia | Stade de France, Saint-Denis |  |

| 17 de septiembre de 2023 | Australia | 15 – 22 | Fiyi | Estadio Geoffroy-Guichard, Saint-Étienne |  |

| 24 de septiembre de 2023 | Gales | 40 – 6 | Australia | Parc OL, Lyon |  |

| 1 de octubre de 2023 | Australia | 34 – 14 | Portugal | Estadio Geoffroy-Guichard, Saint-Étienne |  |

| Predecesor: Japón 2019 | Australia en la Copa Mundial de Rugby Francia 2023 | Sucesor: Australia 2027 |